# The Power of the Daleks
The Power of the Daleks (Le Pouvoir des Daleks) est le trentième épisode de la première série de la série télévisée britannique de science-fiction Doctor Who, diffusé pour la première fois en six parties hebdomadaires du 5 novembre au 10 décembre 1966. Il s'agit du premier épisode mettant en scène le deuxième Docteur incarné par Patrick Troughton. Aucune partie complète de cet épisode n'ayant été retrouvée, il est considéré comme disparu.
En septembre 2016, la BBC annonce avoir réalisé une version animée de l'épisode, dont la diffusion est prévue pour le 5 novembre.

## Accroche
Arrivés sur la planète Vulcan, le Docteur nouvellement régénéré et ses compagnons se font passer pour des examinateurs dans une base scientifique chargée d'inspecter une mystérieuse capsule extra-terrestre. À l'intérieur de celle-ci se trouvent des Daleks apparemment inanimés.

## Distribution
- Patrick Troughton — Le Docteur
- Anneke Wills — Polly
- Michael Craze — Ben Jackson
- Bernard Archard — Bragen
- Peter Bathurst — Hensell
- Robert James — Lesterson
- Nicholas Hawtrey — Quinn
- Pamela Ann Davy — Janley
- Martin King — L'examinateur
- Richard Kane — Valmar
- Steven Scott — Kebble
- Peter Forbes-Robertson, Robert Russell, Robert Luckham — Gardes
- Gerald Taylor, Kevin Manser, Robert Jewell, John Scott Martin — Daleks
- Peter Hawkins — Voix des Daleks

## Résumé
Ben et Polly, après avoir laissé le Docteur mort sur le sol, découvrent que celui-ci a changé d'apparence. Alors que Polly est convaincue que cet homme est bel et bien le Docteur, Ben pense qu'il s'agit d'un imposteur et note que l'homme à l'intérieur du TARDIS ne confirme pas son identité et se contente de fouiller les affaires et de s'habiller de façon excentrique. Le TARDIS a amené le Docteur et ses compagnons sur une nouvelle planète, Vulcan, que le nouveau Docteur se presse d'explorer. Au milieu des lacs de mercure, le Docteur est témoin du meurtre de l'examinateur, un homme chargé par la Terre d'aller enquêter sur la nouvelle colonie, fraîchement implantée sur Vulcan. Le Docteur trouvant sur le corps un badge permettant l'accès à tous les lieux de la colonie, décide de se faire passer pour l'examinateur.
Escorté par le chef de la sécurité de la colonie, Bragen, le Docteur, Ben et Polly, obtiennent audience auprès de Quinn, le gouverneur adjoint de la colonie, qui pense que des rebelles se sont infiltrés dans la base et demande à l'examinateur de les trouver. Au même moment, un des scientifiques de la colonie, Lesterson, découvre une capsule spatiale des Daleks. Ayant connaissance de cette affaire, le Docteur et ses deux compagnons s'introduisent dans le laboratoire de Lesterson et rentrent dans la capsule Dalek. Ils y découvrent deux Daleks inanimés à l'intérieur et le Docteur pense qu'un troisième est sorti de la capsule. Polly, quant à elle, est effrayée par une sorte de mutant visqueux qui disparaît assez vite.
Sortant de la capsule, le Docteur, Ben et Polly tombent sur Lesterson qui leur demande la raison de leur présence dans son laboratoire. Estimant que l'examinateur a un droit complet de regard sur la colonie, le Docteur demande à Lesterson à quel endroit il a mis le troisième Dalek et ne souhaite pas qu'il le réactive. Alors que le Docteur et ses compagnons regagnent leur chambres, Lesterson ouvre une cachette secrète où il gardait le troisième Dalek. Il s'aide de ses deux assistants, Reno et Janley afin de le réactiver, mais Reno se fait tirer dessus. Le Dalek est réactivé, mais Reno est mort (mais Janley ment et affirme à Lesterson qu'il est seulement inconscient) et Lesterson démonte l'arme du Dalek.
Quinn est accusé d'avoir saboté la console de communication de la colonie. Passant en jugement, il est mis en prison et Bragen exerce ensuite cette fonction. Durant ce laps de temps, Lesterson arrive avec un Dalek, qui déclare être le nouveau serviteur de la colonie. Il réactive aussi les deux autres Daleks et leur enlève leurs armes. Ceux-ci avouent être des robots obéissants et affirment être à leur service.
Le Docteur tente à tout prix d'avertir la colonie ou de saboter les plans de Lesterson et alors qu'il est occupé, Polly se fait enlever par un groupe de rebelles. Tentant d'en alerter Bragen il s'aperçoit qu'un Dalek est en train de lui servir le thé, pendant que trois autres sont passés dans le couloir. Le Docteur s'aperçoit que les Daleks se multiplient, mais ses affirmations sont rejetées par Lesterson qui estime que des machines ne peuvent pas se reproduire.
Dans sa volonté d'être le dirigeant de la colonie, Bragen dévoile au Docteur qu'il est en réalité le chef des rebelles et qu'il sait que le Docteur est un imposteur car c'est lui qui a tué l'examinateur. Le Docteur se retrouve dans la même cellule que Quinn et réussit à s'enfuir en détraquant la serrure sonique en passant un doigt mouillé par un verre rempli d'eau.
Une nuit, Lesterson découvre qu'à l'intérieur de la capsule des Daleks, ceux-ci se reproduisent. Il découvre aussi qu'à l'intérieur du corps des Daleks se trouvent des mutants tentaculaires. Il décide d'avertir le reste de la colonie, mais les rebelles, dont fait partie Janley, le font passer pour fou. En effet, les rebelles comptent se servir des Daleks et de leurs armes pour avoir les pleins pouvoirs. Bragen en profite pour devenir sénateur après avoir fait exécuter le gouverneur Hensell par les Daleks.
Armés des pleins pouvoirs, les Daleks trahissent leurs vœux d'obéissance envers les humains, qu'ils soient du côté de la colonie ou des rebelles, et commencent à attaquer. Ils exterminent ainsi la moitié de la colonie, face à des humains dont les armes ne peuvent les terrasser. Le Docteur réussit à rejoindre Ben et Polly et, accompagné de Quinn, réussit à supprimer les Daleks en retournant leur source électrique contre eux, ce qui provoque des surchauffes. Finalement, Bragen est tué par son agent Valmar, et la colonie ayant recouvert sa sûreté, Quinn est sacré gouverneur.
Le Docteur et ses compagnons retournent près du TARDIS où se trouve un Dalek inanimé, ce qui fait sourire Ben. Après la dématérialisation du TARDIS, le Dalek se met à revivre.

## Continuité
- L'épisode est la suite directe de l'épisode précédent et marque la fin de la première régénération du Docteur, même si ce procédé n'aura son nom véritable que dans l'épisode « Planet of the Spiders. »
- Les vêtements du Docteur semblent s'être régénérés avec lui, une idée qui ne sera reprise que près de 56 ans plus tard en 2022 lors de l'épisode « Le Pouvoir du Docteur » lors de la régénération du Treizième Docteur. Du reste, la régénération provoque chez lui un moment de malaise où il parle de lui à la troisième personne (ou parle-t-il de sa précédente incarnation ?)
- Dans son coffre, le Docteur retrouve une dague qu'il dit avoir ramené des croisades (« The Crusade ») et dans la seconde partie, il dit avoir voyagé avec Marco Polo. (« Marco Polo ») Il y retrouve aussi son "journal vieux de 500 ans" dont il sera fait mention dans d'autres épisodes.
- L'épisode se déroule sur la planète Vulcain, une planète que l'on a longtemps crue être entre le Soleil et Mercure, afin de pouvoir expliquer l'avance de Mercure par rapport aux calculs des scientifiques. La théorie de la relativité générale a donné une explication concernant Mercure, prouvant définitivement que Vulcain n'existe pas. Même si toute tentative poussée fut abandonnée au début du XXe siècle, la recherche de la planète se fit jusque dans les années 1970. En 1964, dans un livre dédié aux Daleks, "The Daleks Book", David Whitaker listait déjà la planète Vulcain dans les planètes du système solaire. Coïncidence, à la même époque que la diffusion de cet épisode, la série Star Trek commençait aux États-Unis, dans laquelle le personnage de Spock venait d'une planète nommée "Vulcain" mais se situant dans un autre système solaire.
- L'épisode de la 5e saison de la nouvelle série, « La Victoire des Daleks » est grandement inspiré de cet épisode. Ainsi, les Daleks ont la même intonation lorsqu'ils disent "I am Your Servant" que lorsqu'ils disent "I am Your Soldier." De plus, on retrouve une scène où un Dalek sert le thé.

### LesDaleks
- Bien qu'il se soit régénéré, les Daleks reconnaissent le Docteur.
- C'est la première fois que l'on voit la forme des mutants qui se trouvent à l'intérieur des armures des Daleks. Jusqu'ici, cette forme n'était qu'évoquée.
- Lesterson fait des expériences sur le revêtement des Daleks, le Dalekanium et s'aperçoit que celui-ci est résistant à tous les acides connus sur Terre.
- La capsule que les Daleks ont ramenée, tout comme la capsule permettant de voyager dans le temps vue dans l'épisode « The Chase » et le TARDIS sont de "dimensions transcendantales" c'est-à-dire qu'elles sont plus grandes à l'intérieur qu'à l'extérieur.

## Production

### Scénarisation
Il s'agit d'un des rares épisodes sur les Daleks qui ne soit pas écrit ou coécrit par Terry Nation. L'idée de faire réapparaitre les Daleks permettait avant tout aux spectateurs de pouvoir s'habituer à l'idée que le Docteur reste le même malgré son changement de visage et sa personnalité sensiblement différente. Au début, il fut envisagé que Troughton soit un personnage sardonique à la Sherlock Holmes encore traumatisé par son passé (à l'époque, il était encore dans la tête des scénaristes que le Docteur était le réfugié d'une guerre galactique ayant eu lieu sur sa planète natale) mais la production aboutit sur un personnage bien plus décalé.
Bien qu'après la production de « The Daleks' Master Plan » la popularité des Daleks ne soit plus à son top, le film Les Daleks envahissent la Terre était sortit l'été précédent au cinéma et le public était encore intéressé par eux. Malheureusement, le créateur des Daleks, Terry Nation était bien trop occupé à l'époque à son travail sur la série Alias le Baron pour pouvoir écrire un script et désigna David Whitaker comme étant capable de le remplacer. Whitaker avait été le script-éditor (sorte de responsable des scénarios) durant les deux premières saisons de Docteur Who et avait écrit quelques livres sur les Daleks, dont une novelisation de l'épisode « The Daleks. » De plus il n'avait pas écrit de scénario depuis la saison 2 (« The Crusade ») et le nouveau "script-éditor" Gerry Davis avait envie de travailler avec lui.
Le 22 juillet 1966, Whitaker fut engagé pour écrire "The Destiny Of Dr Who" un scénario qui changera de titre pour devenir « The Power of the Daleks » et qu'il rédigea en demandant couramment à Terry Nation quelle utilisation serait la plus appropriée pour les Daleks. Au mois de septembre, il rendit la première mouture de son scénario. Dans celui-ci, le Docteur explique qu'il a été régénéré plusieurs fois, qu'il était âgé de 750 ans, il parle aussi de Susan, ne se souvenant plus vraiment où elle est restée et dans une des phrases, il sous-entend que les Daleks sont à l'origine de la destruction de sa planète natale.
Le 7 octobre, Sydney Newman le chef des séries dramatiques de la BBC et l'un des initiateurs du projet « "Doctor Who », se dit assez mécontent de la façon dont le Docteur est décrit et souhaite opérer quelques réécritures. Whitaker étant engagé dans la rédaction d'autres scénarios et Gerry Davis étant occupé sur le scénario de « The Highlanders » il fit appel à un ancien script-éditor de la série, Dennis Spooner. Spooner décidera d'enlever les trop longues explications du Docteur et inclut l'idée de Patrick Troughton de faire jouer de la flûte à bec au nouveau Docteur, un instrument qu'il avait appris à jouer depuis 6 ans.

### Casting
C'est le 2 août 1966 que Patrick Troughton signa son contrat pour jouer le rôle du Docteur pour 22 épisodes. Le producteur Innes Lloyd et Gerry Davis lui assurèrent ainsi qu'à William Hartnell que le prochain Docteur ne serait pas une imitation de l'ancien. Troughton trouvait contradictoire et frustrant de devoir jouer un nouveau personnage et il émit un grand nombre d'idées qui furent souvent rejetées, comme le jouer comme un personnage des mille et une nuit avec son turban, comme un savant fou décoiffé ou un pirate avec un bandeau sur l'œil. Finalement, c'est lors d'une entrevue avec Sydney Newman que fut trouvée l'idée : alors que Troughton était vêtu tel un capitaine de bateau de l'ère Victorienne, Newman émit l'idée qu'il devrait plutôt penser son personnage comme étant un "clochard cosmique."
Bernard Archard retournera pour Doctor Who dans l'épisode « Pyramids of Mars ». Peter Bathurst jouera dans « The Claws of Axos » et Robert James dans « The Masque of Mandragora ». Edward Kelsey était déjà apparu dans l'épisode « The Romans » et joue un rôle dans « The Creature from the Pit. »

### Pré-production
L'idée vint qu'avec un nouveau Docteur et une nouvelle personnalité devait venir un nouveau costume. Suivant l'idée de Sydney Newman, la costumière Sandra Reid pris en charge le costume du nouveau Docteur tout en suivant les suggestions de Troughton qui avait une grande passion pour les déguisements farfelus. Le déguisement fut élaboré comme une version débraillé du costume victorien porté par Hartnell, dont les éléments comiques se sont ajoutés au fil des semaines : un chapeau à la Harpo Marx, un pantalon bouffant, etc.

### Tournage
La réalisation de cet épisode fut confiée à Christopher Barry, qui avait précédemment filmé l'épisode « The Savages »
Les premières prises de vues eurent lieu du 26 au 28 septembre 1966 et consistèrent en des plans de la capsule Dalek échouée.
Durant le tournage, deux photographes du journal "The Observer" prirent en photo les deux acteurs Robert Jewell et John Scott Martin à moitié dans leurs armures de Daleks. Ces photographies mirent fin à la croyance populaire qui voulait que les Daleks étaient des robots télécommandés.
Troughton fit sa première journée de tournage dans le rôle du Docteur, le 8 octobre 1966 afin d'effectuer la transition avec William Hartnell à la fin de « The Tenth Planet ». À cause du travail de réécriture de l'épisode, la production fut décalée d'une semaine et le tournage ne commença que le 22 octobre, les épisodes étant répétés toute la semaine avant d'être enregistrés d'un seul tenant dans la journée du samedi.
L'arrivée de Patrick Troughton parmi l'équipe ne se fit pas sans peine, ainsi, le premier jour des répétitions, ses partenaires, Anneke Wills et Michael Craze s'étaient photographiés en portant des tee-shirts où figurait l'inscription : “Come back Bill Hartnell -- all is forgiven” ("Revenez Bill Hartnell - nous vous pardonnons.") Si sur le coup, Troughton réagira bien, il racontera plus tard avoir gardé longtemps une rancœur contre les deux acteurs. Malgré sa présence sous la forme d'une apparition au début de la première partie de l'épisode, William Hartnell ne revint pas pour le tournage et la production utilisa des bandes d'archives pour le faire figurer. Pour figurer le changement de corps, la bague du Docteur tombe de son doigt sur le sol et le Docteur ne peut plus la remettre.
Le 12 novembre, Anneke Wills pris les congés qui lui étaient aménagés par le scénario durant la partie 4 (son personnage se fait enlever et n'apparait plus à l'écran) tandis que Michael Craze pris un congé d'une semaine le 19 novembre, durant le tournage de la partie 5, et permettant aux trois acteurs principaux d'être présents pour le tournage de la dernière partie, le 26 novembre. Pour la première fois, cette partie fut tournée sur bobine 35 mm, sans doute pour faciliter le montage.
La musique additionnelle de Tristam Cary dans cet épisode est en partie issue des bandes faites pour l'épisode « The Daleks' Master Plan »

## Diffusion et Réception
| Épisode | Date de diffusion | Durée | Téléspectateurs en millions | Archives                                |
| --- | ----------------- | ----- | --------------------------- | --------------------------------------- |
| Épisode 1 | 5 novembre 1966   | 25:43 | 7,9                         | Bande audio et quelques extraits vidéos |
| Épisode 2 | 12 novembre 1966  | 24:29 | 6,8                         | Bande audio et quelques extraits vidéos |
| Épisode 3 | 19 novembre 1966  | 23:31 | 7,5                         | Bande audio et quelques extraits vidéos |
| Épisode 4 | 26 novembre 1966  | 24:23 | 7,8                         | Bande audio et quelques extraits vidéos |
| Épisode 5 | 3 décembre 1966   | 23:38 | 8,0                         | Bande audio et quelques extraits vidéos |
| Épisode 6 | 10 décembre 1966  | 23:46 | 7,8                         | Bande audio et quelques extraits vidéos |
| L'audience de cet épisode, supérieure à la précédente, s'explique par la curiosité devant le changement de Docteur, |                   |       |                             |                                         |

Si l'audience est bonne, l'épisode enregistre des indices de satisfactions allant de 48 à 45 %, l'idée de faire jouer le Docteur par un acteur complètement différent divisant l'opinion. Pour certains, le Docteur joué par Troughton est agréablement farfelu et permet de sortir la série du bazar pour devenir quelque chose de bien plus tourné vers la science-fiction. Pour d'autres, elle a transformé un personnage de professeur en un ersatz de "Coco le clown." Certains prédisent la mort de la série après ce changement et beaucoup de personnes ne reconnaissent pas le personnage, trouvant que Troughton surjoue. De plus, de nombreuses personnes trouvent les Daleks bien moins effrayants, notamment à cause du côté "confiné" de cet épisode, en comparaison de leur précédent épisode où ils tentaient de détruire la galaxie.
Patrick Troughton raconte que la pression était "telle" qu'il n'osa pas regarder l'épisode lors de sa diffusion télévisée. D'ailleurs, face au mécontentement du public, la BBC songea à déprogrammer la série dès la diffusion de la troisième partie.
Le changement de Docteur n'empêchera pas l'arrêt des aventures de la précédente incarnation sous forme de comic-books, publiés à l'époque dans le journal "TV Comic", qui continuèrent de raconter des aventures alternatives du premier Docteur jusqu'au mois de décembre 1966. Après cette date, le Docteur prend la forme de Patrick Troughton, mais ses compagnons, John et Gillian, deux enfants se proclamant "les petits-enfants du Docteur" ne s'étonnent même pas qu'aucune explication ne soit donnée.
Rétrospectivement, cet épisode est grandement apprécié des fans contemporains, notamment la façon dont Patrick Troughton campe sans trop de difficulté un nouveau Docteur dont il incarne assez vite les traits. De plus, les Daleks y semblent plus vicieux et plus pernicieux que dans les épisodes précédents et la critique moderne a tendance à louer Robert James qui offre un Lesterson parfois proche du savant fou.

### Épisodes manquants
Dans les années 1970 à des fins d'économie, la BBC détruisit de nombreux épisodes de Doctor Who. Comme beaucoup des épisodes de la période de Patrick Troughton, toutes les 6 parties de cet épisode sont manquantes. Seuls les bandes audios et des télésnaps (captures d'écran) permirent de rejouer cet épisode sous forme de roman photo, de plus quelques rares photos couleurs de cet épisodes sont disponibles. Seuls quelques extraits de quelques secondes de l'épisode ont été récupérés, la plupart montrent le Docteur en train de se déplacer dans le TARDIS sous sa nouvelle forme, tandis que d'autres semblent plus focalisés sur les Daleks. En tout, on retrouvera 35 secondes de la première partie, 24 secondes de la partie 2, 16 secondes de la partie 4, 58 secondes de la partie 5 et à peine 6 secondes de la dernière partie.

## Novélisation
L'épisode fut novélisé sous le titre de "The Power of the Daleks" par John Pell et publié en juillet 1993 sous le numéro 154 de la collection Doctor Who des éditions Target Book dorénavant chez Virgin Publishing. Cette novelisation assez tardive, marque le changement de couverture de la collection.
À noter qu'en mars 1993, le script de cet épisode fut publié aux éditions Titan Books.

## Éditions de l'épisode
L'épisode n'a jamais été édité en France, mais a connu plusieurs éditions au Royaume-Uni.

### Éditions audios, cassette et CD
- En 1993, la bande audio sortie sur une édition double-cassette avec une narration de Tom Baker. Le son était de pauvre qualité rendant l'histoire difficile à comprendre. De plus, les bandes audio originales de Baker ne furent pas conservées après l'édition de cet épisode.
- Le 8 décembre 2003, BBC Audiobook diffusa une version de meilleure qualité, où les passages audio sont liés par une narration d'Anneke Wills. Cette édition se trouva au cœur d'un coffret nommé « Doctor Who : Daleks » ou « The Dalek Tins » dans laquelle se trouve aussi la version audio de « The Evil of the Daleks »
- Le 2 août 2004, la version sonore de 2003 sortie de façon individuelle.
- Le 4 août 2011, la version sonore de 2003 ressortie une nouvelle fois en version MP3 dans un coffret nommé "Doctor Who: The Lost TV Episodes - Collection Three." Cette édition contient un bonus interactif proposant un diaporama de l'épisode mêlant la bande sonore avec les "télé-snaps" de l'épisode. Elle contient aussi un entretien avec Mark Gatiss nommé « My Life as a Dalek » et retraçant l'histoire des Daleks.

### Éditions DVD et en ligne
- Une reconstruction amateur de l'épisode fut diffusée sur VHS en juillet 1999 par l'équipe de Loose Cannon Production. La reconstruction fut faite à base de la bande audio de l'épisode, des "télé-snaps" et des quelques extraits restants[9].
- Quelques passages retrouvés de cet épisode sont disponibles dans le coffret « Doctor Who, Lost in Time » sorti en novembre 2004 et réunissant tous les passages d'épisodes perdus.
- Deux nouveaux extraits ayant été retrouvés après la diffusion du coffret "Lost in Time" ils furent inclus dans l'édition DVD de l'épisode « Genesis of The Daleks » sous un bonus nommé « The Daleks Tapes ».
- En juin 2005, la BBC proposa sa propre reconstruction sur un CD, mi-MP3, mi-interactif, nommé "Doctor Who Reconstructed: The Power of the Daleks".
- Un internaute du nom de Carmelleful a commencé à reconstruire l'épisode en utilisant les bandes sonores et en animant les photos et les télé-snaps de l'époque d'une manière qui rappelle celle utilisée par Terry Gilliam dans les épisodes du Monty Python's Flying Circus. En juin 2012 il en était à la moitié de la troisième partie. Une version colorisée de la première partie est aussi disponible[10].

## Remake
Un remake de cet épisode fut fait bénévolement par des fans et diffusé gratuitement sur YouTube en trois parties entre le mois d'avril et le mois d'octobre 2012. L'épisode entier fut diffusé le 1er septembre 2012 à Power:Reimagined, une convention de charité des fans de Doctor Who. Le Docteur y est joué par Nick Scavel et ne semble pas correspondre à l'une ou l'autre de ses incarnations et il n'est accompagné par aucun compagnon.
L'histoire se déroule sur Terre, en 2017 dans les Îles Malouines et des agents de la « Vulcan Corporation » semblent avoir trouvé une capsule alien envoyant un signal de détresse. Ayant détecté le signal, le Docteur y découvre que des Daleks sont à l'intérieur de la capsule. Alors que ceux-ci sont inspectés par le scientifique Lesterson, le Docteur aidé par un militant écologiste, tentent d'alerter les scientifiques, tandis que UNIT hésite à écraser la base à coup de bombe nucléaire.